# Sture Lagerwall
Sture Lagerwall, född 13 december 1908 i Oscars församling i Stockholm, död 1 november 1964 i Limhamns församling i Malmö, var en svensk skådespelare, regissör och teaterdirektör. Bland Lagerwalls filmer märks bland andra Markurells i Wadköping (1931), Bombi Bitt och jag (1936), Karriär (1938), Vi två (1939), ... som en tjuv om natten (1940), Lasse-Maja (1941), En äventyrare (1942), Kungsgatan (1943), Kärlek och störtlopp (1946), Banketten (1948), Med glorian på sned (1957) och Djävulens öga (1960).

## Biografi

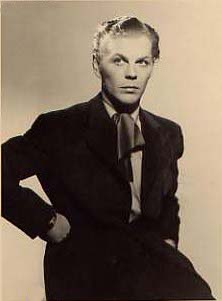
Sture Lagerwall på 1930-talet.

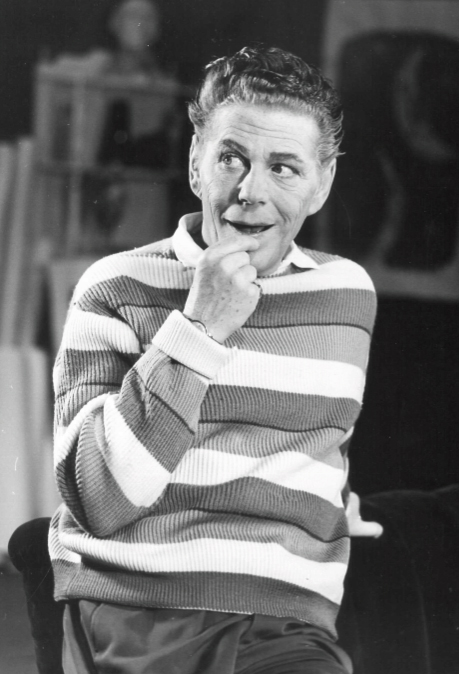
Sture Lagerwall som Boboll på Malmö Stadsteater 1958.

Sture Lagerwall tog lektioner för Karin Swanström innan han utbildades på Oscarsteatern 1927–1930. Han scendebuterade 1927 i en mindre roll i Dibbuk och fick större roller som slav i Gustaf III och som ung kadett i Kärlekens genvägar 1928 respektive 1929. Den senare rollen gav Lagerwall uppmärksamhet i pressen och Svenska Dagbladets recensent Anders Österling menade att Lagerwall spelade med "överraskande säkerhet". 1930 fick han sitt stora genombrott med föreställningen 18 år.
Lagerwall var verksam vid Gösta Ekmans teatrar, Vasateatern och Konserthusteatern 1931–1934, innan han engagerades vid Dramaten 1934–1936. På Dramaten spelade han roller som Kinesias i Lysistrate, Ferdinand Uggla i Gösta Berlings saga och Oscar Andersson i Fridas visor. Därefter kom han att verka som frilansande skådespelare, bland annat vid Nya Teatern i Stockholm och på turné, men också vid Dramaten. Han startade tillsammans med Oscar Lindgren Alléteatern i Stockholm i september 1951 som de drev till 1957. Lagerwall var där teaterchef, men han kom även att verka som skådespelare. Han engagerades vid Malmö stadsteater 1958 där han kom att vara verksam fram till sin död 1964.
Lagerwall filmdebuterade 1928 i Ragnar Hyltén-Cavallius' Hans Kungl. Höghet shinglar. Som filmskådespelare blev han uppmärksammad på allvar efter att ha spelat sonen Johan i 1931 års filmversion av Markurells i Wadköping. Han var en bred skådespelare som spelade såväl komiska som dramatiska roller. Han spelade mest komiska roller på 1930-talet och en bit in på 1940-talet för att sedan mot slutet av karriären spela mer allvarliga roller. Några komiska filmer där Lagerwall utmärker sig är bland andra Djurgårdsnätter (1933) och skälmkomedin ... som en tjuv om natten (1940). Några av hans viktigare dramatiska roller gjorde han i Johansson och Vestman (1946) och Banketten (1948).
Lagerwall belönades 1955 med Teaterförbundets Gösta Ekman-stipendium och 1964 med De Wahl-stipendiet, även det utdelat av Teaterförbundet.
Lagerwall avled i strupcancer. Han är begravd på Norra begravningsplatsen i Stockholm.

### Privatliv
Sture Lagerwall var 1932–1940 gift med skådespelaren Gun Linderoth och 1940–1956 med skådespelaren Guje Sjöström. År 1957 gifte han sig med Anne-Marie Werner och flyttade då till Malmö. I första giftet hade han sonen Staffan (född 1932), i andra giftet barnen Christina (född 1940), Jörgen (född 1941) och Edith (född 1947).

## Filmografi
- 1928 – Hans Kungl. Höghet shinglar
- 1929 – Säg det i toner
- 1931 – En natt
- 1931 – Röda dagen
- 1931 – Markurells i Wadköping
- 1931 – Falska miljonären
- 1932 – Pojkarna på Storholmen
- 1932 – Svärmor kommer
- 1932 – Tango
- 1933 – Djurgårdsnätter
- 1933 – Giftasvuxna döttrar
- 1934 – Äventyr på hotell
- 1934 – Kvinnorna kring Larsson
- 1934 – Hon eller ingen
- 1934 – Uppsagd
- 1935 – Smålänningar
- 1935 – Flickornas Alfred
- 1935 – Valborgsmässoafton
- 1935 – Kärlek efter noter
- 1936 – Bombi Bitt och jag
- 1936 – Janssons frestelse
- 1936 – Alla tiders Karlsson
- 1936 – Äventyret
- 1937 – Häxnatten
- 1937 – Vi går landsvägen
- 1938 – Karriär
- 1938 – Kamrater i vapenrocken
- 1939 – Filmen om Emelie Högqvist
- 1939 – I dag börjar livet
- 1939 – Vi två
- 1940 – Den blomstertid
- 1940 – Romans
- 1940 – Vi tre
- 1940 – Hennes melodi
- 1940 – ... som en tjuv om natten
- 1940 – Än en gång Gösta Ekman
- 1941 – Lasse-Maja
- 1941 – En man för mycket
- 1941 – Nygifta
- 1942 – En äventyrare
- 1942 – Jacobs stege
- 1943 – Sonja
- 1943 – Kungsgatan
- 1944 – På farliga vägar
- 1944 – Kejsarn av Portugallien
- 1944 – Hans officiella fästmö
- 1944 – En dag skall gry
- 1945 – Resan bort
- 1945 – Hans Majestät får vänta
- 1945 – En förtjusande fröken
- 1945 – Skådetennis
- 1946 – Kärlek och störtlopp
- 1946 – Onsdagsväninnan
- 1946 – Johansson och Vestman
- 1947 – Nattvaktens hustru
- 1947 – Det kom en gäst
- 1947 – Konsten att älska
- 1947 – Här kommer vi
- 1947 – Jag älskar dig, Karlsson!
- 1948 – Banketten
- 1948 – Loffe som miljonär
- 1948 – Synd
- 1950 – Den vita katten
- 1950 – Kastrullresan
- 1950 – Stjärnsmäll i Frukostklubben
- 1951 – Livat på luckan
- 1951 – Dårskapens hus
- 1951 – Kvinnan bakom allt
- 1953 – Kungen av Dalarna
- 1953 – I dimma dold
- 1953 – Käcka krabater (kortfilm)
- 1955 – Enhörningen
- 1957 – Räkna med bråk
- 1957 – Med glorian på sned
- 1958 – Venetianskan (TV)
- 1959 – Stängda dörrar (TV)
- 1960 – Djävulens öga
- 1960 – Sommar och syndare
- 1963 – Fadersskolan (TV)
- 1973 – Anderssonskans Kalle i busform (postumt)

### Regi
- 1946 – Onsdagsväninnan
- 1947 – Här kommer vi

## Teater

### Roller (ej komplett)
| År   | Roll                                        | Produktion                                                                                      | Regi                         | Teater                    |
| ---- | ------------------------------------------- | ----------------------------------------------------------------------------------------------- | ---------------------------- | ------------------------- |
| 1927 |                                             | Så tuktas en argbigga (The Taming of the Shrew) William Shakespeare                             | Gösta Ekman Johannes Poulsen | Oscarsteatern             |
| 1927 | Menasche                                    | Dibbuk - Mellan tvenne världar (Mež dvuch mirov – Dibuk) S. Ansky                               | Robert Atkins                | Oscarsteatern             |
| 1928 | Stop                                        | Gröna hissen (Fair and Warmer) Avery Hopwood                                                    | Gösta Ekman                  | Oscarsteatern Vasateatern |
| 1928 |                                             | Daglannet Bjørnstjerne Bjørnson                                                                 | Pauline Brunius              | Oscarsteatern             |
| 1928 |                                             | Julius Caesar William Shakespeare                                                               | Rune Carlsten                | Oscarsteatern             |
| 1928 | Gustav Badin                                | Gustaf III August Strindberg                                                                    | Rune Carlsten                | Oscarsteatern             |
| 1928 | Trip                                        | Skandalskolan (The School for Scandal) Richard Brinsley Sheridan                                | Johannes Poulsen             | Oscarsteatern             |
| 1929 |                                             | Den kungliga familjen (The Royal Family) George S. Kaufman och Edna Ferber                      | Rune Carlsten                | Oscarsteatern             |
| 1929 | En tysk soldat                              | Männen vid fronten (Journey ’ s End) Robert Cedric Sherriff                                     | Thomas Warner                | Oscarsteatern             |
| 1929 |                                             | Kärlekens genvägar (Alice Sit-by-the-Fire) J. M. Barrie                                         | Pauline Brunius              | Oscarsteatern             |
| 1930 | Tord                                        | Trions bröllop Sigfrid Siwertz                                                                  | John W. Brunius              | Oscarsteatern             |
| 1930 | Jakob Friis                                 | Kära släkten (Den kjære Familie) Gustav Esmann                                                  | Rune Carlsten                | Oscarsteatern             |
| 1930 | Mats, en torparson                          | Farmors revolution (De gamles Oprør) Jens Locher                                                | Pauline Brunius              | Oscarsteatern             |
| 1930 | Reginald                                    | Gustaf Vasa August Strindberg                                                                   | Gunnar Klintberg             | Oscarsteatern             |
| 1930 |                                             | En tjuvkomedi Berndt Carlberg                                                                   | Gösta Ekman                  | Oscarsteatern             |
| 1930 | Ninian Fraser                               | Hans första hustru (The First Mrs Frazer) St. John Greer Ervine                                 | Pauline Brunius              | Oscarsteatern             |
| 1930 | Unge Woodley                                | 18 år (Young Woodley) John Van Druten                                                           | Pauline Brunius              | Oscarsteatern             |
| 1930 | Sten Hovig                                  | Nyckelromanen Ragnar Josephson                                                                  | Erik Berglund                | Oscarsteatern             |
| 1931 | Jacob                                       | Hans nåds testamente Hjalmar Bergman                                                            | Per Lindberg                 | Vasateatern               |
| 1931 | Pojken                                      | En caprice (Un caprice) Sil Vara                                                                | Gösta Ekman                  | Konserthusteatern         |
| 1931 |                                             | Etienne (Étienne) Jacques Deval                                                                 | Gösta Ekman                  | Konserthusteatern         |
| 1931 |                                             | En japansk tragedi (The Faithful) John Masefield                                                | Per Lindberg                 | Konserthusteatern         |
| 1932 |                                             | Gröna hissen (Fair and Warmer) Avery Hopwood                                                    | Gösta Ekman                  | Vasateatern               |
| 1932 | Merton Grill                                | Till Hollywood (Merton of the Movies) George S. Kaufman och Marc Connelly                       | Gösta Ekman                  | Vasateatern               |
| 1932 | Gustl                                       | Värdshuset Vita hästen (Im weißen Rößl) Hans Müller och Ralph Benatzky                          | A.W. Sandberg                | Vasateatern               |
| 1932 | Första kyparen                              | Kanske en diktare Ragnar Josephson                                                              | Gösta Ekman                  | Vasateatern               |
| 1932 | Felix Meng                                  | Patrasket Hjalmar Bergman                                                                       | Gösta Ekman                  | Vasateatern               |
| 1932 | Wildenbrück                                 | Mästerkatten i stövlarna (Den bestøvlede Kat) Palle Rosenkrantz                                 | Gösta Ekman                  | Vasateatern               |
| 1932 |                                             | Broadway Philip Dunning och George Abbott                                                       | Mauritz Stiller              | Vasateatern               |
| 1932 |                                             | Adam och Evorna (Don Juan) Sigurd Hoel och Helge Krog                                           | Gösta Ekman                  | Folkteatern               |
| 1932 |                                             | I de bästa familjer (In the Best of Families) Anita Hart och Maurice Braddell                   | Gösta Ekman                  | Gösta Ekmans Folkteater   |
| 1933 | Max Kane                                    | Middag kl. 8 (Dinner at Eight) George S. Kaufman och Edna Ferber                                | Gösta Ekman                  | Vasateatern               |
| 1933 | Théophile Biscotte                          | Banken (La Banque Nemo) Louis Verneuil                                                          | Hjalmar Peters               | Vasateatern               |
| 1934 | Fortinbras                                  | Hamlet William Shakespeare                                                                      | Per Lindberg                 | Vasateatern               |
| 1934 | Mr. Hammond                                 | London City (London Wall) John van Druten                                                       | Gunnar Olsson                | Vasateatern               |
| 1934 | Alexis de Ron                               | En hederlig man Sigfrid Siwertz                                                                 | Alf Sjöberg                  | Dramaten                  |
| 1935 | Första fiolen                               | Kvartetten som sprängdes Birger Sjöberg                                                         | Rune Carlsten                | Dramaten                  |
| 1935 | Richard                                     | Ljuva ungdomstid (Ah , Wilderness) Eugene O'Neill                                               | Rune Carlsten                | Dramaten                  |
| 1936 | Antoine                                     | Kokosnöten (Noix de coco) Marcel Achard                                                         | Rune Carlsten                | Dramaten                  |
| 1936 | Don Manuel                                  | Spökdamen (La dama duende) Calderon de la Barca                                                 | Olof Molander                | Dramaten                  |
| 1936 | Oscar Andersson                             | Fridas visor Birger Sjöberg                                                                     | Rune Carlsten                | Dramaten                  |
| 1937 | Sandy Tyrell                                | Höfeber (Hay Fever) Noël Coward                                                                 | Alf Sjöberg                  | Dramaten                  |
| 1938 | Dudley                                      | George and Margaret Gerald Savory                                                               | Edvin Adolphson              | Oscarsteatern             |
| 1938 | Jonval                                      | Sex trappor upp (Sixième étage) Alfred Gehri                                                    | Pauline Brunius              | Dramaten                  |
| 1939 | Lucien                                      | Nederlaget Nordahl Grieg                                                                        | Svend Gade                   | Dramaten                  |
| 1940 | Mio                                         | Grå gryning (Winterset) Maxwell Anderson                                                        | Per-Axel Branner             | Nya Teatern               |
| 1941 | Adhedmar de Gratignan                       | Vi skiljas (Divorçons) Victorien Sardou och Émile de Najac                                      | Alf Sjöberg                  | Dramaten                  |
| 1942 | Eugene Marchbanks                           | Candida George Bernard Shaw                                                                     | Harry Roeck-Hansen           | Blancheteatern            |
| 1942 | Tommaso Savelli                             | 24 röda rosor (Due dozzine di rose scarlatte) Aldo de Benedetti                                 | Per-Axel Branner             | Nya Teatern               |
| 1943 | Blond                                       | Kungen (Le Roi) Robert de Flers, Emmanuel Arène och Gaston Arman de Caillavet                   | Rune Carlsten                | Dramaten                  |
| 1944 | Charles Condomine                           | Min fru går igen (Blithe Spirit) Noël Coward                                                    | Per-Axel Branner             | Nya Teatern               |
| 1947 |                                             | Det var en gång... (Det var engang) Holger Drachmann                                            | Åke Ohberg                   | Skansens friluftsteater   |
| 1947 | Jeff Douglas                                | Brigadoon Alan Jay Lerner och Frederick Loewe                                                   | Per-Axel Branner             | Oscarsteatern             |
| 1948 | Den röde                                    | Henne vi glömmer: Krista (Krista) Knud Sønderby                                                 | Sven Lindberg                | Nya Teatern               |
| 1948 | Freddie                                     | Henne vi glömmer: Livet är vackert (Livet er skønt) Leck Fischer                                | Georg Funkquist              | Nya Teatern               |
| 1948 | Fadern                                      | Henne vi glömmer: Rött i grått (Blodrødt og blegrødt) Carl Erik Soya                            | Tord Stål                    | Nya Teatern               |
| 1948 | Lucien                                      | Romeo och Jeannette (Roméo et Jeannette) Jean Anouilh                                           | Per-Axel Branner             | Nya Teatern               |
| 1948 | Garry Essendine                             | Fröjd för stunden (Present Laughter) Noël Coward                                                | Per-Axel Branner             | Nya Teatern               |
| 1949 | Philippe                                    | Den lilla hyddan (La petite hutte) André Roussin                                                | Per-Axel Branner             | Nya Teatern               |
| 1949 | Garry Essendine                             | Fröjd för stunden (Present Laughter) Noël Coward                                                | Ernst Eklund                 | Lisebergsteatern          |
| 1949 | Garry Essendine                             | Fröjd för stunden (Present Laughter) Noël Coward                                                | Lars-Levi Læstadius          | Helsingborgs stadsteater  |
| 1949 |                                             | Mycket väsen för ingenting (Much Ado About Nothing) William Shakespeare                         |                              | Malmö stadsteater         |
| 1950 |                                             | Jag älskar dig, markatta (Private Lives) Noël Coward                                            | Ernst Eklund                 | Lisebergsteatern          |
| 1950 | Boboll/Tony                                 | Boboll (Bobosse) André Roussin                                                                  | Per-Axel Branner             | Nya Teatern               |
| 1953 |                                             | Lantlollan (The Country Wife) William Wycherley                                                 | Sam Besekow                  | Alléteatern               |
| 1954 | Mathias Lecoq, kommissarie vid gendarmeriet | Lilla kommissarien (Les Compagnons de la Marjolaine) Marcel Achard                              | Åke Falck                    | Alléteatern               |
| 1954 | Richard Sherman                             | Flickan ovanpå (The Seven Year Itch) George Axelrod                                             | Sam Besekow                  | Alléteatern               |
| 1955 | Lubin                                       | I afton kl. 8: George Dandin (George Dandin ou le Mari confondu) Molière                        | Sam Besekow                  | Alléteatern               |
| 1955 | Tigern                                      | I afton kl. 8: Jag talar till dig (Talking to You) William Saroyan                              | Hans Lagerkvist              | Alléteatern               |
| 1955 | Napoleon                                    | I afton kl. 8: Ödets man (The Man of Destiny) George Bernard Shaw                               | Isa Quensel                  | Alléteatern               |
| 1955 | Burrows                                     | I afton kl. 8: Familjealbumet (Family Album) Noël Coward                                        | Sam Besekow                  | Alléteatern               |
| 1956 | Mr Kettle                                   | Den skandalösa historien om Mr Kettle och Mrs Moon (Mr . Kettle and Mrs . Moon) J. B. Priestley | Per-Axel Branner             | Alléteatern               |
| 1957 |                                             | Rödbetan (Patate) Marcel Achard                                                                 | Yngve Nordwall               | Malmö stadsteater         |
| 1957 |                                             | Glädjespridaren (The Entertainer) John Osborne                                                  | Yngve Nordwall               | Malmö stadsteater         |
| 1958 | Boboll                                      | Boboll (Bobosse) André Roussin                                                                  | Lars-Levi Laestadius         | Malmö stadsteater         |
| 1958 |                                             | Två på gungbrädet (Two For the Seesaw) William Gibson                                           | Yngve Nordwall               | Malmö stadsteater         |
| 1959 |                                             | Amphitryon Molière                                                                              | Lars-Levi Laestadius         | Malmö stadsteater         |
| 1959 |                                             | Ett drömspel August Strindberg                                                                  | Bengt Ekerot                 | Malmö stadsteater         |
| 1960 |                                             | Som man ropar i skogen... (Les) Aleksandr Ostrovskij                                            | Lars-Levi Laestadius         | Malmö stadsteater         |
| 1960 |                                             | Surt, sa’ räven (A Raposa e as uvas) Guilherme Figueiredo                                       | Josef Halfen                 | Malmö stadsteater         |
| 1960 |                                             | Midsommardröm i fattighuset Pär Lagerkvist                                                      | Yngve Nordwall               | Malmö stadsteater         |
| 1961 |                                             | John Gabriel Borkman Henrik Ibsen                                                               | Yngve Nordwall               | Malmö stadsteater         |
| 1961 | Petrucchio                                  | Så tuktas en argbigga (The Taming of the Shrew) William Shakespeare                             | Per Gerhard                  | Vasateatern               |
| 1962 | Robert                                      | Boeing Boeing Marc Camoletti                                                                    | Herman Ahlsell               | Vasateatern               |
| 1962 |                                             | Fysikerna (Die Physiker) Friedrich Dürrenmatt                                                   | Lennart Olsson               | Malmö stadsteater         |
| 1962 |                                             | Skandalskolan (The School for Scandal) Richard Brinsley Sheridan                                | Sandro Malmquist             | Malmö stadsteater         |
| 1963 |                                             | Den inbillade sjuke (Le Malade imaginaire) Molière                                              | Hans Abramson                | Malmö stadsteater         |
| 1964 | Leonid Gajev                                | Körsbärsträdgården (Вишнёвый сад, Visjnjovyj sad ) Anton Tjechov                                | Josef Halfen                 | Malmö stadsteater         |

### Regi
| År   | Produktion                                  | Upphovsmän       | Teater  |
| ---- | ------------------------------------------- | ---------------- | ------- |
| 1956 | Min man har komplex Le Complexe de Philémon | Jean Bernard-Luc | Intiman |

## Radioteater

### Roller
| År   | Roll            | Produktion                           | Regi            |
| ---- | --------------- | ------------------------------------ | --------------- |
| 1943 | Tom Kemp        | Mollusken Hubert Henry Davies        | Gunnar Skoglund |
| 1945 | Jonathan Fagert | Blotta misstanken Karl Ragnar Gierow | Alf Sjöberg     |
| 1947 | Tom Kemp        | Mollusken Hubert Henry Davies        | Gunnar Skoglund |